# Affaire Pretty contre Royaume-Uni
L'arrêt Diane Pretty contre Royaume-Uni du 29 avril 2002 est un arrêt de la Cour européenne des droits de l'homme (CEDH) sur l'euthanasie ayant eu un retentissement international.

## Les faits
Diane Pretty réclamait, au nom du « droit à une vie décente », l'autorisation de demander à son mari de mettre fin à ses jours en protégeant celui-ci de poursuites pénales. Diane Pretty souffrait d'une sclérose latérale amyotrophique (SLA) à un stade avancé, maladie qui conduit inévitablement à la mort dans la souffrance, était immobilisée et nourrie par tube. Si le droit britannique autorise le suicide, Pretty n'était plus en état de mettre elle-même fin à ses jours.
Pretty voulait que son mari l'aide à se suicider, or le droit britannique fait de l'assistance au suicide un crime, au titre de la section 2 du Suicide Act de 1961. Pretty demanda au Parquet d'accepter de ne pas poursuivre son mari en justice s'il l'aidait. 
Ayant épuisé les voies de recours internes, Pretty déposa un recours devant la Cour européenne des droits de l'homme.

## Jugement
La Cour européenne des droits de l'homme reconnaît pour la première fois, de la manière prudente, que l'article 8 de la Convention européenne des droits de l'homme consacre l'existence d'un droit à l'autodétermination à la vie. Par conséquent, la Cour admet que l'interdiction de la pratique du suicide assisté par le droit pénal d'un État puisse constituer une ingérence dans le droit au respect de la vie privée (art. 8 §1) des personnes concernées par cette interdiction. Cependant, la Cour reconnaît aussi que, dans le but de protéger des personnes vulnérables et pour éviter de rendre le recours à la mort systématique, des lois nationales peuvent rendre illégale la pratique du suicide assisté.
Diane Pretty est finalement morte le 11 mai 2002, soit onze jours après le refus de la CEDH.